# Mafia II: Joe’s Adventures
«Joe’s Adventures» (с англ. — «Приключения Джо») — дополнение к компьютерной игре Mafia II. Вышло 23 ноября 2010 года.

## Сюжет и геймплей
Как и в оригинальной игре, действие происходит в вымышленном городе Эмпайр-Бэй. Игрок управляет Джо Барбаро, пока его лучший друг и главный герой Mafia II Вито Скалетта отбывает срок в тюрьме. В дополнении присутствует 25 миссий с ограниченным временем для выполнения. По ходу сюжета они отмечаются на карте, и игрок может решать, какое задание начать первым. В большинстве миссий отсутствуют кат-сцены, за исключением некоторых; начиная задание, игрок читает краткое описание и цель миссии.

## Отзывы
Грег Миллер из IGN поставил дополнению 6 баллов из 10 и написал, что «сильной стороной Mafia II был её сюжет, но в Joe’s Adventures такого нет». Кевин ВанОрд из GameSpot также дал дополнению оценку 6 из 10 и посчитал, что «шесть или семь дополнительных часов контента, который возвращает вас в один из лучших вымышленных городов 2010 года, кажется грабежом за 9,99 $». Оуэн Гуд из Kotaku отмечал, что «миссии во многих случаях тривиально просты, а в других непонятно, что задумывал дизайнер».